# Poison (песня Мартины Топли-Бёрд)
«Poison» (в переводе с англ. — «Яд») — шестой сингл британской исполнительницы Мартины Топли-Бёрд, выпущенный 5 мая 2008 года.

## Список композиций
1. «Poison» — 3:01
2. «Soldier Boy» (feat. Gorillaz) — 2:07
3. «Like Poison» — 3:05
4. «Poison» (Van She Tech Remix) — 4:34

## Участники
- Мартина Топли-Бёрд — вокалистка, композитор, автор текстов
- Danger Mouse — продюсирование, сведение, композитор
- Steve Nistor — ударные, перкуссия
- Josh Klinghoffer — бас-гитара
- Clint Walsh — гитара
- Van She Tech — ремикширование («Poison» (Van She Tech Remix))